# Oryx beisa
L'orice beisa o orice dell'Africa orientale (Oryx beisa) è un erbivoro africano che popola le steppe e le zone semi-desertiche del Corno d'Africa e di alcune zone della Tanzania. Alcuni tassonimisti considerano l'orice beisa non una specie a sé stante ma una sottospecie dell'orice gazzella (Oryx gazella).

## Descrizione

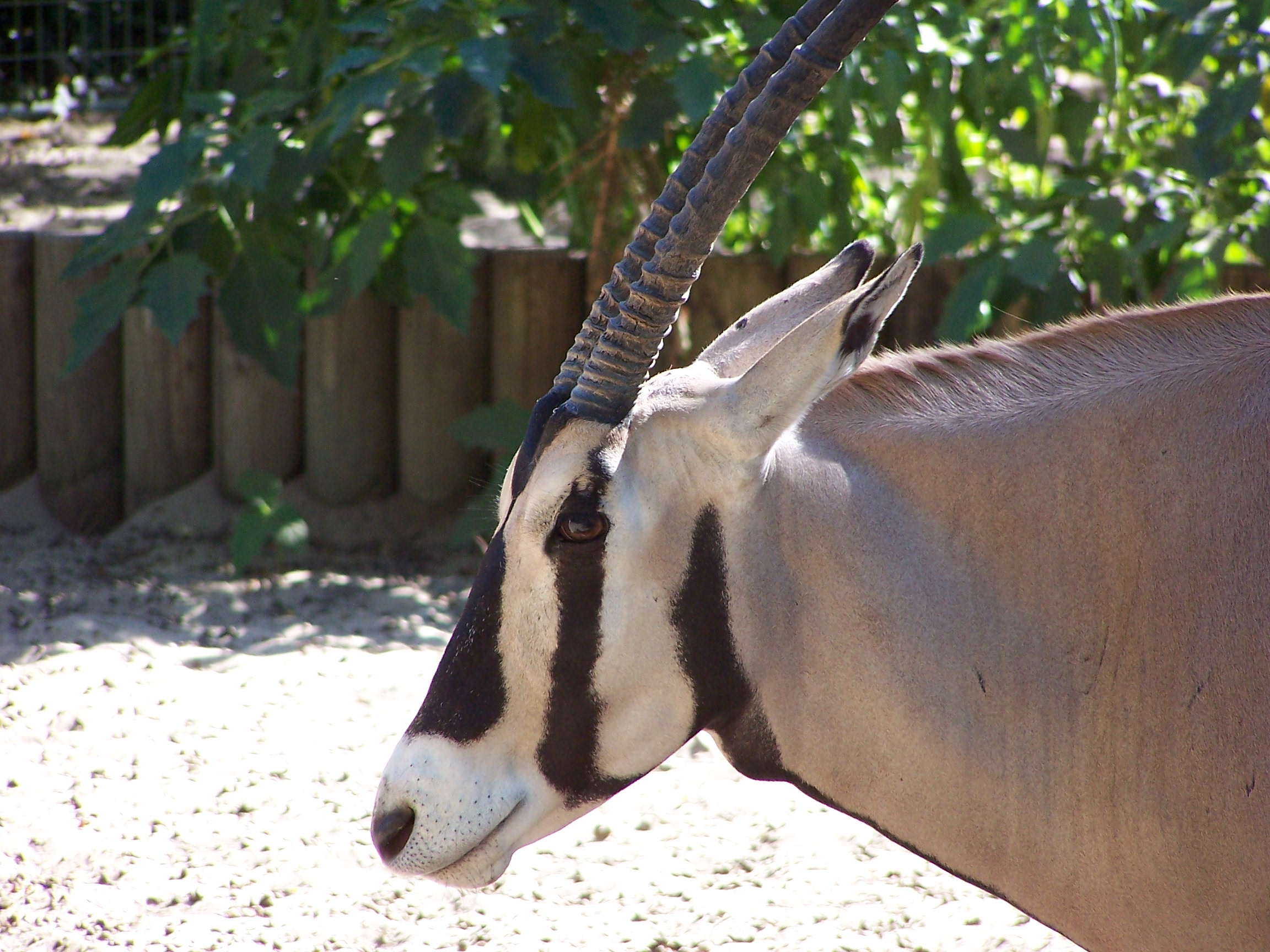
Dettaglio del muso di un orice beisa

L'orice beisa è alta poco più di un metro al garrese e pesa circa 175 kilogrammi. Il mantello è grigio, con la parte inferiore del corpo bianca: le due zone sono separate da una striscia di colore nero. Strisce nere si ritrovano anche tra il collo e il muso, lungo il naso,  dall'occhio alla bocca e sulla fronte. È inoltre presente una piccola criniera di colore marrone. Le corna, ad anello, sono sottili e dritte: presenti in entrambi i sessi, possono superare il metro di lunghezza.

## Biologia
La dieta si compone di erba, foglie, frutta e germogli. Le orici beisa sono in grado di evitare la dispersione dei liquidi innalzando la loro temperatura corporea (evitando, in tal modo, la traspirazione).

## Ecologia
Le orici beisa vivono in branchi che possono andare dai cinque ai quaranta capi. Tali branchi sono guidati da una femmina, mentre un maschio alfa si occupa di difendere la coda del gruppo.
I maschi più anziani conducono invece una vita solitaria.